# ニコラ・ベネデッティ
ニコラ・ベネデッティ（Nicola Benedetti, 1987年7月 - ）は、スコットランド出身のヴァイオリニストである。

## 経歴
1987年、ノース・エアシャー、ウェスト・キルブライドにてイタリア系の裕福な家庭に生まれる。4歳の時、姉ステファニーが受けるスズキ・メソードのレッスンについて行ったことがヴァイオリンを始めるきっかけとなった。姉もヴァイオリニストとなっている。1997年にユーディ・メニューイン音楽学校に入学し、ナターシャ・ボヤールスカヤに師事する。エドワード王子出席の下行われたホリールード宮殿記念式典で演奏するなど、イギリス各地での演奏を経験した後、ロンドンに移りマチェイ・ラコフスキに師事する。2002年、14歳の時に英カールトンTV主催のコンテスト「Britain's Brilliant Prodigies（英国の神童）」で優勝する。2003年春、マテル社により企画された「バービーの白鳥の湖」DVDのレコーディングでロンドン交響楽団と共演し、関連してドキュメンタリー「Playing With Passion（情熱の演奏）」が撮影され、後にテレビ放映されている。
2004年5月（16歳）、BBCヤング・ミュージシャン・オブ・ザ・イヤー（BBC Young Musician of the Year, 18歳以下を対象としたBBC主催のコンクール）における決勝でシマノフスキのヴァイオリン協奏曲第1番というユニークな選曲で優勝する。2005年には名門ドイツ・グラモフォンと異例となるアルバム6枚（契約金はおよそ100万ポンド）の契約を結んでいる。
以降、フィルハーモニア管弦楽団、バーミンガム市交響楽団、アカデミー・オブ・セント・マーティン・イン・ザ・フィールズ、ロイヤル・スコティッシュ管弦楽団、バンクーバー交響楽団、ベルリン・ドイツ交響楽団、ウィーン・トーンキュンストラー管弦楽団、ロンドン・フィルハーモニー管弦楽団などイギリス内外のオーケストラや、アンドルー・リットン、ネヴィル・マリナー、クリスティアン・ヤルヴィ、アレクサンドル・ラザレフ、アンドルー・デイヴィスら著名な指揮者と共演を重ねる傍ら、2009年現在までに3枚のアルバムを発表。モーツァルト、メンデルスゾーン、サン＝サーンス、ショーソン等の古典・ロマン派協奏曲からヴォーン・ウィリアムズ、シマノフスキ、ジェームズ・マクミラン、ジョン・タヴナー等近現代作品までを幅広く取り上げている。
使用楽器は1717年製ストラディヴァリウス「ガリエル」。

## 人物
ファッションモデルを思わせる美しい容姿も相まって注目される若手演奏家の1人であるが、同じく若さと美貌で話題をさらったヴァネッサ・メイ、シャルロット・チャーチらがクラシカル・クロスオーヴァーの世界に足を踏み入れていったのとは異なり、伝統的なクラシック音楽のレパートリーに固執する姿勢を見せている。2003年の夏には世界一の規模を誇るロック・フェスティバル「グラストンベリー・フェスティバル」に参加し、1万人のオーディエンスを熱狂させていることからも、ジャンルの垣根を越える魅力が窺えるが、2005年の『インディペンデント』紙のインタビューに対して「他のスタイルの音楽を無視するわけではないけれど、私はクラシックの音楽家として研鑽を積んできました。クラシック音楽の演奏家として、そしてそれを愛する者として、自らの信念を曲げてまでその価値を貶めるようなことはしたくないんです。」と答えている。

## ディスコグラフィー

### ソロ・アルバム
| 初発売 | タイトル・主な曲目                                                          | 共演                                                                       | 発売レーベル         |
| ------ | --------------------------------------------------------------------------- | -------------------------------------------------------------------------- | -------------------- |
| 2005   | デビュー（シマノフスキ：ヴァイオリン協奏曲第1番、他）                       | ダニエル・ハーディング指揮ロンドン交響楽団                                 | ドイツ・グラモフォン |
| 2006   | メンデルスゾーン：ヴァイオリン協奏曲、他                                    | ジェームズ・マクミラン指揮アカデミー室内管弦楽団                           | ドイツ・グラモフォン |
| 2007   | 舞い上がるひばり〜V.ウィリアムズ、タヴナー作品集                            | アンドルー・リットン指揮ロンドン・フィルハーモニー管弦楽団                 | ドイツ・グラモフォン |
| 2009   | ファンタジー〜ヴァイオリン名曲集                                            | ヴァシリー・ペトレンコ指揮ロイヤル・リヴァプール・フィルハーモニー管弦楽団 | デッカ               |
| 2010   | チャイコフスキー、ブルッフ：ヴァイオリン協奏曲                              | ヤクブ・フルシャ指揮チェコ・フィルハーモニー管弦楽団                       | デッカ               |
| 2011   | イタリア〜バロック・ヴァイオリン協奏曲集                                    | クリスティアン・カーニン指揮スコットランド室内管弦楽団                     | デッカ               |
| 2012   | シルヴァー・ヴァイオリン                                                    | キリル・カラビッツ指揮ボーンマス交響楽団                                   | デッカ               |
| 2016   | ショスタコーヴィチ：ヴァイオリン協奏曲第1番、グラズノフ：ヴァイオリン協奏曲 | キリル・カラビッツ指揮ボーンマス交響楽団                                   | デッカ               |

### ゲスト参加
| 初発売 | タイトル                                                               | 共演                                   | 発売レーベル |
| ------ | ---------------------------------------------------------------------- | -------------------------------------- | ------------ |
| 2007   | ハワード・ショア：イースタン・プロミス（オリジナル・サウンドトラック） | ロンドン・フィルハーモニー管弦楽団、他 | Sony         |
| 2012   | ブライアン・バーン：Tales from the Walled City                         | RTÉコンサート・オーケストラ、他        | デッカ       |